# Сыма Чжоу
Сыма́ Чжо́у, (кит. трад. 司馬伷, упр. 司马伷, 227—283) — чиновник царства Вэй эпохи Троецарствия в Китае. Шестой сын Сыма И. В Вэй он был известен как «Огненный генерал». Во время кампании против враждебного государства Восточное У Сыма Чжоу возглавлял более 50 тысяч солдат. Он объединился с Ван Цзюнем, и вместе они вынудили Восточное У капитулировать.